# Lista de deputados estaduais do Ceará para 23.ª legislatura
Esta é a lista de deputados estaduais do Ceará para a legislatura 1991–1995.

## Composição das bancadas
| Partido | Líder              | Bancada | Posição      |
| ------- | ------------------ | ------- | ------------ |
| PSDB    | Manoel Salviano    | 18 / 46 | Governo      |
| PFL     | Roberto Pessoa     | 6 / 46  | Oposição     |
| PMDB    | José Maria Melo    | 4 / 46  | Independente |
| PDS     | Domingos Pontes    | 4 / 46  | Oposição     |
| PDT     | Marconi de Matos   | 3 / 46  | Governo      |
| PL      | Fernando Hugo      | 2 / 46  | Oposição     |
| PTB     | Francisco Chagas   | 2 / 46  | Governo      |
| PSD     | Marcos Cals        | 1 / 46  | Oposição     |
| PDC     | Paulo Duarte       | 1 / 46  | Governo      |
| PSB     | Eudoro Santana     | 1 / 46  | Independente |
| PRN     | Luiz Ximenes Filho | 1 / 46  | Oposição     |
| PCN     | Luciano Monteiro   | 1 / 46  | Governo      |
| PT      | Mário Mamede Filho | 1 / 46  | Oposição     |
| PCdoB   | Inácio Arruda      | 1 / 46  | Oposição     |

## Deputados Estaduais
| Número | Deputados estaduais eleitos      | Partido | Votação | Cidade onde nasceu      | Unidade federativa  |
| 45198  | Manoel Salviano                  | PSDB    | 36.640  | Várzea Alegre           | Ceará               |
| 45582  | Manoel Duca                      | PSDB    | 24.513  | Fortaleza               | Ceará               |
| 25496  | Roberto Pessoa                   | PFL     | 24.397  | Fortaleza               | Ceará               |
| 45434  | Moésio Loiola                    | PSDB    | 23.963  | Sobral                  | Ceará               |
| 45983  | Antônio Viana Filho              | PSDB    | 23.181  | Caucaia                 | Ceará               |
| 45984  | Raimundo Macedo                  | PSDB    | 22.792  | Aurora                  | Ceará               |
| 25167  | Pedro Timbó                      | PFL     | 22.154  | Tamboril                | Ceará               |
| 45768  | Cid Gomes                        | PSDB    | 21.895  | Sobral                  | Ceará               |
| 45595  | Maria Shylene Osterno Aguiar     | PSDB    | 21.453  | Marco                   | Ceará               |
| 45290  | Francisco Aguiar                 | PSDB    | 21.048  | Fortaleza               | Ceará               |
| 25893  | José Ricardo Prado               | PFL     | 20.284  | Sobral                  | Ceará               |
| 25482  | Stênio Rios                      | PFL     | 20.199  | Acaraú                  | Ceará               |
| 45463  | Luís Alexandre Figueiredo Pessoa | PSDB    | 20.106  | Sobral                  | Ceará               |
| 45140  | Antônio Leite Tavares            | PSDB    | 18.194  | Barro                   | Ceará               |
| 25456  | Antônio de Almeida Jacó          | PFL     | 19.506  | Redenção                | Ceará               |
| 25703  | Arnon Bezerra                    | PFL     | 18.065  | Crato                   | Ceará               |
| 12919  | Franciné Andrade Girão           | PDT     | 17.868  | Morada Nova             | Ceará               |
| 15704  | José Maria Melo                  | PMDB    | 17.513  | Guaraciaba do Norte     | Ceará               |
| 45441  | Júlio Rego                       | PSDB    | 16.960  | Tauá                    | Ceará               |
| 11522  | Raimundo Nonato Prado de Aguiar  | PDS     | 16.947  | Sobral                  | Ceará               |
| 12501  | Raimundo Nonato da Silva Neto    | PDT     | 16.886  | Fortaleza               | Ceará               |
| 41483  | Marcos Cals                      | PSD     | 16.836  | Recife                  | Pernambuco          |
| 65911  | Inácio Arruda                    | PC do B | 16.764  | Fortaleza               | Ceará               |
| 45810  | Maria Lúcia Correa               | PSDB    | 16.720  | Senador Pompeu          | Ceará               |
| 15520  | Mauro Filho                      | PMDB    | 15.887  | Fortaleza               | Ceará               |
| 17978  | Paulo Duarte                     | PDC     | 15.832  | Limoeiro do Norte       | Ceará               |
| 11855  | Domingos Pontes                  | PDS     | 15.739  | São Gonçalo do Amarante | Ceará               |
| 11199  | Carlomano Marques                | PDS     | 15.615  | Iguatu                  | Ceará               |
| 45361  | Teodorico Menezes                | PSDB    | 15.196  | Pacajus                 | Ceará               |
| 45757  | Manoel Veras                     | PSDB    | 15.065  | Crateús                 | Ceará               |
| 15548  | Antônio Câmara                   | PMDB    | 14.919  | Tauá                    | Ceará               |
| 11379  | José Jácome Carneiro             | PDS     | 14.537  | Fortaleza               | Ceará               |
| 45711  | Abelardo Gurgel Filho            | PSDB    | 14.508  | Aracati                 | Ceará               |
| 45560  | Carlos Roberto Costa             | PSDB    | 14.341  | Iguatu                  | Ceará               |
| 12937  | Marconi de Matos                 | PDT     | 14.014  | Iguatu                  | Ceará               |
| 15312  | Tomaz Brandão                    | PMDB    | 13.888  | Crateús                 | Ceará               |
| 45679  | Cirilo Pimenta                   | PSDB    | 13.713  | Quixeramobim            | Ceará               |
| 45847  | Artur Silva Filho                | PSDB    | 13.611  | Natal                   | Rio Grande do Norte |
| 40671  | Eudoro Santana                   | PSB     | 12.914  | Quixeramobim            | Ceará               |
| 36305  | Luiz Ximenes Filho               | PRN     | 11.869  | Tamboril                | Ceará               |
| 14967  | Francisco das Chagas Alves       | PTB     | 10.469  | Fortaleza               | Ceará               |
| 13838  | Mário Mamede Filho               | PT      | 10.355  | Fortaleza               | Ceará               |
| 31329  | Luciano Monteiro                 | PCN     | 10.259  | Fortaleza               | Ceará               |
| 14632  | Marcelo Carlos                   | PTB     | 10.017  | Ipu                     | Ceará               |
| 22727  | Fernando Hugo                    | PL      | 7.766   | Fortaleza               | Ceará               |
| 22479  | Ted Rocha Pontes                 | PL      | 6.349   | Caucaia                 | Ceará               |